# 慕容昭
慕容昭（？—333年），昌黎棘城（今辽宁省义县西北）人，前燕宗室，慕容鲜卑慕容廆的兒子，慕容皝、慕容仁、慕容昭兄弟的母亲段夫人是段部单于段阶的女儿。
慕容皝的庶兄建威将军慕容翰、同母弟征虏将军慕容仁，勇悍有谋，多立战功，深得人心；幼弟慕容昭，多才多艺，都受到慕容廆的宠爱，而被慕容皝妒忌。333年，慕容廆死后，慕容仁从平郭（今辽宁省盖州市南）来奔丧，对慕容昭说：“我等平素骄纵，经常对嗣君（慕容皝）无礼，嗣君为人刚严，自己无罪还令人畏惧，何况有罪呢！”慕容昭说：“我们都是嫡子，国家应当有我们一份。兄长你素得人心，我在国都内也没被人怀疑，找机会除灭嗣君并不难。兄长马上兴兵前来，我当内应，事成后，分辽东给我。男儿行事，不成功则死，不能学慕容翰到别处偷生。”慕容仁于是回返平郭，兴兵向西进发。有人把慕容仁、慕容昭的密谋告诉慕容皝，慕容皝派使者查验。慕容仁军至黄水，得知事情败露，杀死使者，回军占据平郭。慕容皝于是赐慕容昭自尽。